# Chrysocatharylla agraphellus
Chrysocatharylla agraphellus is een vlinder uit de familie van de grasmotten (Crambidae). De wetenschappelijke naam van deze soort is voor het eerst voorgesteld als Crambus agraphellus door George Francis Hampson in een publicatie uit 1919.
De soort komt voor in Kenia, Tanzania, Mozambique, Zuid-Afrika en op Aldabra.